# 5e arrondissement (Parijs)
Het 5e arrondissement is het oudste van de 20 arrondissementen van Parijs. Reeds in de Romeinse tijd, toen het latere Parijs nog Lutetia genoemd werd, was bebouwing aanwezig op het grondgebied van het huidige 5e arrondissement. De oppervlakte bedraagt 2,541 km².

## Wijken
Zoals alle arrondissementen, is ook het 5e opgedeeld in vier wijken (Quartier in het Frans):
- Quartier Saint-Victor
- Quartier du Jardin-des-Plantes
- Quartier du Val-de-Grâce
- Quartier de la Sorbonne

Gedeeld met het 6e arrondissement:
- Quartier Latin

## Bezienswaardigheden
- Panthéon

### Instituten
- Institut Curie
- Institut du monde arabe

### Kerken
- Église Saint-Séverin

### Musea
- Musée de Cluny
- Muséum national d'histoire naturelle

### Scholen
- Collège de France
- École normale supérieure

### Straten en parken
- Markt op de Rue Mouffetard
- Boulevard Saint Michel
- Jardin des Plantes

### Overig
- Arena van Lutetia
- Grote Moskee van Parijs
- Sorbonne

## Demografie
| Jaar | Bevolking | Dichtheid      |
| ---- | --------- | -------------- |
| 1911 | 121.378   | 47.768 inw/km² |
| 1962 | 96.031    | 37.793 inw/km² |
| 1968 | 83.721    | 32.948 inw/km² |
| 1975 | 67.668    | 26.630 inw/km² |
| 1982 | 62.173    | 24.468 inw/km² |
| 1990 | 61.222    | 24.094 inw/km² |
| 1999 | 58.849    | 23.160 inw/km² |
| 2009 | 61.531    | 24.225 inw/km² |
| 2013 | 61.267    | 24.111 inw/km² |

- Bibliothèque nationale de France: cb11945612j (data)
- Gemeinsame Normdatei: 4620170-1